# Alfonsiella binghami
Alfonsiella binghami is een vliesvleugelig insect uit de familie vijgenwespen (Agaonidae). De wetenschappelijke naam is voor het eerst geldig gepubliceerd in 1988 door Wiebes.